# Renato Marzi
Renato Marzi (Livorno, 31 dicembre 1964) è un attore italiano.

## Formazione
Nel 1990 inizia gli studi di recitazione all'Accademia di Recitazione al Teatro Agorà Permis de conduire di Roma. Già anni addietro, nel 1985, aveva lavorato per la Compagnia di Vernacolo livornese del Pancaccini, ma dopo il 1996 iniziano le sue prime interpretazioni teatrali, a cui seguiranno interpretazioni televisive e cinematografiche

## Teatro
Dal 1996 al 1999, interpreta Tradimenti di Harold Pinter, Anatol  di Arthur Schnitzler, e la commedia Il golpe delle coscienze scritta e diretta da Max Balasz.
Nel 2001, comincerà la sua attività di drammaturgo, scrivendo e interpretando il suo primo lavoro teatrale La casa con la luce che scotta,  in collaborazione con Sandro Arista e Max Balasz; la commedia propone la visione della vita di un comico squattrinato costretto, dalle difficoltà, a un compromesso alquanto discutibile.
Nel 2002 inizia, con Veronica della Rovere, la scrittura dello spettacolo Le tentazioni dell'angelo.
Egli ne sarà scrittore, interprete e regista.
Nel 2004, a quattro mani con la pianista e scrittrice Veronica della Rovere, firmerà un nuovo progetto teatrale: Note di follia.

## Carriera

### Teatro
- Tradimenti, di Pinter - regia di Giorgina Cantalini (1996)
- Anatol, di Schnitzler - regia di Giorgina Cantalini  (1997)
- Il golpe delle coscienze, di M. Balasz - regia di M. Balasz  (1997)
- La casa con la luce che scotta, di R. Marzi - regia di M. Balasz  (2001)
- Le tentazioni dell'Angelo, di R. Marzi e Veronica della Rovere - regia di R. Marzi  (2002)
- E se Dante fosse un cantautore, di D. Eritrei - regia di D. Eritrei (2002)
- Andreuccio da Perugia, di D. Eritrei - regia di D. Eritrei (2002)
- I piccoli artisti, di V. della Rovere - regia di R. Marzi (2002)
- Il vino, la zara e le pulzelle, di D. Eritrei - regia di D. Eritrei (2003)
- Note di follia, di R. Marzi e V. della Rovere - regia di S. Arista (2004)
- La grande abbuffata, di A. Setzu - regia di A. Setzu  (2005)
- Caviale e lenticchie, di G. Scarnicci e R. Tarabusi  - regia di A. Setzu (2005)
- Note di follia, di R. Marzi e V. della Rovere  - regia di A. Setzu  (2006)
- Il vino, la zara e le pulzelle, di D. Eritrei  - regia di D. Fiandanase (2007) - (2008)

### Cinema
- Caino e Caino, regia di Alessandro Benvenuti (1993)
- Socera e Nora, regia di A. Casarosa e S. Cioni (1993)
- Guglielmo Ratcliff, regia di A. Damiani (1993)
- Silvano, regia di A. Damiani (1995)
- Il grande botto, regia di Leone Pompucci (1999)
- Eccomi qua, regia di Giacomo Ciarrapico (2003)
- Tutti all'attacco, regia di Lorenzo Vignolo (2005)[1]

### Televisione
- Distretto di polizia 3, regia di Monica Vullo (2002)
- Carabinieri 3, regia di Raffaele Mertes (2003)
- Cuore contro cuore, regia di Riccardo Mosca (2004)
- Attacco allo stato, regia di Michele Soavi (2005)
- Distretto di Polizia 5, regia di Lucio Gaudino (2005)
- R.I.S. 2 - Delitti imperfetti, regia di Alexis Sweet, episodio 2x15 (2006)
- La squadra, regia di Cristiano Celeste (2006)
- Buttafuori, regia di Giacomo Ciarrapico (2006)
- Incantesimo, regia di Pino Leoni (2007)
- Distretto di polizia 7, regia di Alessandro Capone (2007)
- Il commissario Manara, regia di Davide Marengo (2008)
- Los hombres de Paco, regia di Fernando González (2009)
- Boris 3, regia di Davide Marengo (2010)[2]

### Cortometraggi
- Dentro Fuori, regia di Giacomo Ciarrapico (2003)

### Pubblicità
- Testimonial campagna RAI Fratelli d'Italia (2010)

### Curiosità
- È istruttore nazionale di scherma, sciabola
- Ha partecipato, nel 1990, all'Enduro du Touquet
- È nipote del campione olimpico Gustavo Marzi